# Diaparsis baldufi
Diaparsis baldufi är en stekelart som först beskrevs av Walkley 1956.  Diaparsis baldufi ingår i släktet Diaparsis och familjen brokparasitsteklar. Inga underarter finns listade i Catalogue of Life.